# Cardiocondyla zoserka
Cardiocondyla zoserka је инсект из реда Hymenoptera.

## Угроженост
Ова врста се сматра рањивом у погледу угрожености врсте од изумирања.

## Распрострањење
Врста је присутна само у Нигерији.